# Conrad al II-lea de Suabia
Conrad al II-lea (n.c. 1171/1174 – d. 15 august 1196, Durlach), membru al dinastiei Hohenstaufen, a fost duce de Suabia de la 1191 până la moarte și duce de Rothenburg între 1188 și 1191.
Conrad a fost cel de al patrulea fiu al împăratului Frederic I "Barbarossa" (sau Frederic al III-lea ca duce de Suabia) cu Beatrice I de Burgundia și frate al împăratului Henric al VI-lea. A fost logodit cu Berengaria de Castilia, dar a murit înainte de a se căsători.
În 1191 Conrad a fost prezent la Roma, cu ocazia încoronării imperiale a fratelui său, Henric. După aceea, s-a alăturat campaniilor normande ale acestuia din Sicilia din anii 1191 și 1194.
Conrad a murit asasinat la Durlach în 1196, probabil de către soțul unei femei pe care ar fi violat-o.